# Ugo III di Empúries
Ugo, o Hugo o Hug (... – 1173 circa), è stato un nobile franco, conte di Empúries, dal 1154 sino alla morte.

## Origine
Era il figlio primogenito del conte di Empúries, Ponzio II e di Brunisenda o Brunesilda di Aragona (come risulta sia dal documento n° 13 del El cartoral de Santa Maria de Roses (segles X-XIII) di una donazione del 7 dicembre 1167, (non consultato), che dal documento n° 65 della Colleció diplomàtica de Sant Daniel de Girona (924-1300) di una donazione in suffragio di Ponzio del 20 aprile 1173, (non consultato)) ( † dopo il 18 gennaio 1175), di cui non si conoscono gli ascendenti.
Ponzio II di Empúries era l'unico figlio del conte di Empúries, Ugo II (come ci viene confermato dal documento n° XL della Espana Sagrada, tome XLIII, datato 20 luglio 1128, in cui, Ponzio II dichiara di essere figlio di Ugo II) e della moglie (come risulta dal documento n° CCCX del Marca Hispanica sive Limes Hispanicus), Sancha di Urgell (ca. 1060 - † dopo il 5 ottobre 1091), figlia di Ermengol III, Conte d'Urgell e della sua seconda moglie (Clemenza aveva controfirmato, come contessa di Urgell, il documento n° 42, datato 17 ottobre 1059, della COL·LECCIÓ DIPLOMÀTICA DE SANT PERE D'ÀGER), Clemenza di Bigorre (1036 - † prima del 1065), figlia del conte di Bigorre, Bernardo II e di Clemenza, di cui non si conoscono gli ascendenti.

## Biografia
Di Ugo III si hanno scarse notizie.
Alla morte di suo padre, Ponzio II, nel 1154 circa, Ugo gli succedette come Ugo II, conte di Empuries,
In quello stesso anno, 1154, Ugo III rinnovò con il Conte di Rossiglione, Gausfredo III, come già aveva fatto suo padre, Ponzio II, l'accordo che prima di lui suo padre, Ugo II e prima ancora, suo nonno, Ponzio I avevano fatto col nonno di Gausfrido III, Guislaberto II, Conte di Rossiglione (come riportato nel documento n° LVI del 1074, del Cartulaire Roussillonais), dove erano stati definiti i rispettivi diritti e doveri tra le due contee, prevedendo anche un patto di collaborazione e reciproca difesa.
Sempre in quel periodo, siccome, anche dopo che i dissapori tra Gausfredo III e il figlio, Gerardo, ed il cognato, il visconte di Béziers, Raimondo I, erano stati apparentemente appianati verso il 1151, la conflittualità tra padre e figlio si riaccendeva, Ugo III si schierò con Gausfredo
Ugo III confermò l'imposta sui privilegi di pasca nel tratto di mare tra Sant Llorenç de la Muga e Cap de Creus, in favore del monastero di Santa Maria des Roses, che aveva posto suo padre Ponzio II.
Il 7 dicembre 1167, secondo il documento n° 13 del El cartoral de Santa Maria de Roses (segles X-XIII) (non consultato), Ugo, assieme alla madre, Brunisenda, alla moglie, Jusiana, al figlio, Ponzio ed al fratello anche lui di nome Ponzio, fece una donazione al monastero di Santa Maria des Roses.
L'11 novembre 1170, secondo il documento n° 389 del Diplomatari de Santa Maria de Poblet Tomo I 960-1177 (non consultato), Ugo, assieme alla moglie, Jusiana, fece una donazione al Monastero di Santa Maria di Poblet.
Il 20 aprile 1173, secondo il documento n° 65 della Colleció diplomàtica de Sant Daniel de Girona (924-1300) (non consultato), Ugo, assieme alla moglie, Jusiana e al figlio, Ponzio, controfirmò una donazione fatta da sua madre, Brunisenda, al monastero di San Daniele, in suffragio dell'anima del marito, Ponzio II.
Non si conosce la data esatta della morte di Ugo, ma, secondo il Chronicon alterum Rivipullense, Apendice al Viage Literario a las Iglesias de Espana, Tome V, Ugo III morì nel 1173.

## Matrimonio e discendenza
Ugo, come risulta sia dal documento n° 13 del El cartoral de Santa Maria de Roses (segles X-XIII) di una donazione del 7 dicembre 1167, (non consultato), sia dal documento n° 389 del Diplomatari de Santa Maria de Poblet Tomo I 960-1177 di una donazione dell'11 novembre 1170, (non consultato),, che dal documento n° 65 della Colleció diplomàtica de Sant Daniel de Girona (924-1300) di una donazione in suffragio di Ponzio del 20 aprile 1173, (non consultato), aveva sposato la signora di Alcolea, Jusiana di Entenza ( † dopo il 1192), figlia del signore di Alcolea, Bernardo di Entenza e di sua moglie, Gersenda de Pallars.
Da Jusiana , Ugo ebbe tre o cinque figli:
- Ponzio († dopo il 26 gennaio 1184), conte d'Empúries, come da documento n° 13 del El cartoral de Santa Maria de Roses (segles X-XIII) (non consultato)[4],
- Ponzio Ugo († dopo il 1175), signore di Alcolea,[4]
- Ugo († prima del 21 settembre 1174), infatti, secondo il documento n° 495 del Diplomatari de Santa Maria de Poblet Tomo I 960-1177 (non consultato), in questa data, sua madre, Jusiana, e suo fratello il Conte di Empúries, Ponzio III, fecero una donazione in suffragio dell'anima di Ugo[4]
- Brinissenda[14]
- Maria, che sposò Goffredo II, Visconte di Rocaberti[14].

### Fonti primarie
- (LA)  Viage Literario a las Iglesias de Espana, Tome V.
- (LA)  COL·LECCIÓ DIPLOMÀTICA DE SANT PERE D'ÀGER, vol 1° Archiviato il 5 marzo 2016 in Internet Archive..
- (LA)  Cartulaire Roussillonais.

### Letteratura storiografica
- Rafael Altamira, La Spagna (1031-1248), in "Storia del mondo medievale", vol. V, 1999, pp. 865–896
- (LA)  Marca Hispanica sive Limes Hispanicus, 1688.
- (LA)  Antolin Merino, Espana Sagrada, tome XLIII.